# Christian Ludwig Landbeck
Christian Ludwig Landbeck (Ostheim, 11 december 1807 - Santiago de Chile, 3 september 1890) was een Duits-Chileense ornitholoog.

## Jeugd en opleiding
Christian Ludwig Landbeck werd geboren als zoon van een priester. Op 7-jarige leeftijd verhuisde hij naar Mössingen in de Schwäbische Alb. Nadat hij de studie kameralistiek in Tübingen zonder examen had beëindigd, werkte hij als ambtenaar in Steinegg. In 1839 werd hij leider van een vormingsinstelling bij Ludwigsburg en van 1845 tot aan zijn emigratie naar Chili in 1852 was hij rentmeester in Klingenburg in Beieren.

## Carrière
Ook in Chili werkte hij vervolgens tevergeefs als rentmeester in Valdivia, totdat Rudolph Amandus Philippi hem een baan als conservator en tweede directeur bezorgde van het Natuurhistorisch Museum in Santiago de Chile. Tussen 1860 en 1868 ondernam hij samen met Philippi talrijke zoölogische excursies, waarbij hij onder andere voor de eerste keer taxa, zoals de Humboldtstern, de dikbeksijs, de masafuera-rayadito, het roodvoorhoofd-waterhoen en de witkeelgors kon aantonen.
Naast zijn werk als natuuronderzoeker maakte Landbeck zich een naam als vogel-illustrator en auteur van ornithologische werken. Zijn eerste publicatie was Die Systematische Aufzählung der Vögel Württembergs uit 1834, waarin hij 307 soorten als standvogels, broedvogels, deeltrekkers en toevallige gasten beschreef. Verdere werken over de avifauna van Württemberg schreef hij voor de boekenreeks Das Buch der Welt: Ein Begriff des Wissenswürdigsten (1843, 1850) en voor het tijdschrift Der Zoologische Garten (uitgever Friedrich Carl Noll). Tijdens een vijf-maandelijkse reis in 1838 beschreef hij de vogelwereld van Transsylvanië en de Donaulaagvlakten. Artikels zoals Die Reier-Insel bey Adony in Ungarn en Die Vögel Syrmiens werden onder andere in het encyclopedische tijdschrift Isis van Lorenz Oken gepubliceerd. Een reeks aantekeningen, verzamelingen en illustraties, die Landbeck had verkocht aan baron Johann Wilhelm von Müller, gingen verloren.

## Naamgevingen
Philippi benoemde enkele insecten- en plantentaxa naar Landbeck, waaronder Cereus aethiops var. landbeckii, Calceolaria landbeckii, Gnaphalium landbeckii, Allidiostoma landbecki en Bombylus landbecki.

## Overlijden
Christian Ludwig Landbeck overleed in september 1890 op 82-jarige leeftijd.
- Gemeinsame Normdatei: 117583146
- International Standard Name Identifier: 0000 0000 1354 6839
- Virtual International Authority File: 22922761
- WorldCat: E39PBJdRyjFBcBf4kgXcRxxVYP